# Парламентські вибори в Ізраїлі 2013
Вибори до Кнесету дев'ятнадцятого скликання відбулись 22 січня 2013 року. Електоральний бар'єр у 2% подолали 12 партій та виборчих об'єднань[⇨]. 

## Передісторія
За результатами виборів 2009 року у Кнесеті сформувалась широка коаліція  релігійних та правих партій до якої долучилась лівоцентристська партія «Авода». Розбіжності щодо державного бюджету на 2013 рік та  закону про військову службу релігійного населення спонукали уряд ініціювати дострокові вибори. 15 жовтня 2012 року Кнесет ухвалив закон про свій розпуск та проведення позачергових виборів.

## Результати
У виборах взяли участь 3 833 646 виборців, що склало 67,8% від загальної кількості в 5 656 705 осіб що мають право голосу.  3 792 742 голоси що були визнані дійсними розподілилися наступним чином:
| Партія (виборче об'єднання) | Партія (виборче об'єднання) | Подано голосів | Подано голосів |
| --------------------------- | --------------------------- | -------------- | -------------- |
| מחל‬                         | Лікуд—Наш дім Ізраїль       | 885 163        | 23,34%         |
| פה‬                          | Єш атід                     | 543 280        | 14,32%         |
| אמת‬                         | Га-Авода                    | 432 083        | 11,39%         |
| טב‬                          | Єврейський дім              | 345 935        | 9,12%          |
| שס‬                          | ШАС                         | 331 800        | 8,75%          |
| ג‬                           | Ягадут га-Тора              | 196 038        | 5,17%          |
| צפ‬                          | Га-Тнуа                     | 189 168        | 4,99%          |
| מרצ‬                         | Мерец                       | 172 382        | 4,54%          |
| עם‬                          | РААМ—ТААЛЬ                  | 138 362        | 3,65%          |
| ו‬                           | ХАДАШ                       | 113 610        | 3,00%          |
| ד‬                           | БАЛАД                       | 96 926         | 2,56%          |
| כן‬                          | Кадіма                      | 78 974         | 2,08%          |
| נץ‬                          | Оцма ле-Ісраель             | 66 840         | 1,76%          |
| ץ‬                           | Ам шалем                    | 45 691         | 1,20%          |
| קנ‬                          | Але ярок                    | 43 725         | 1,15%          |
| ז‬                           | Ерец хадаша                 | 28 082         | 0,74%          |
| פז‬                          | Коах легашпіа               | 28 048         | 0,74%          |
| יק‬                          | Га-Ісраелім                 | 18 970         | 0,50%          |
| רק‬                          | Ярукім                      | 8190           | 0,22%          |
| זך‬                          | Дор боней Га-Арец           | 6027           | 0,16%          |
| הפ‬                          | Хаїм бе-хавод               | 3639           | 0,10%          |
| ק‬                           | ДААМ                        | 3550           | 0,09%          |
| פנ‬                          | Ахім анахну                 | 2900           | 0,08%          |
| צק‬                          | Цедек хевраті               | 2877           | 0,08%          |
| פ‬                           | Пірати                      | 2326           | 0,06%          |
| פץ‬                          | Кулану хаверім              | 2179           | 0,06%          |
| פי‬                          | Економічна партія           | 1972           | 0,05%          |
| נק‬                          | Міткадемет                  | 1568           | 0,04%          |
| ני‬                          | Ор                          | 1027           | 0,03%          |
| נ‬                           | Бріт олам                   | 761            | 0,02%          |
| הק‬                          | Ель-Амель л-таджайр         | 650            | 0,02%          |
| הי‬                          | Морешет авот                | 461            | 0,01%          |

12 партій та виборчих списків що отримали більше 2% голосів розподілили між собою 113 депутатських місць. 20 виборчих об'єднань що не подолали електоральний бар'єр отримали спільно  269 483 голоси виборців, 7 депутатських мандатів відповідні їх спільній частці були розподілені між партіями  Мерец, Хадаш, Авода, Ягадут га-Тора, Єврейський дім, Еш атід та Лікуд-Наш дім Ізраїль: кожна з них отримала по одному додатковому місцю. 
|                             |                             |                             |                 |  |  |  |
| Партія (виборче об'єднання) | Партія (виборче об'єднання) | Партія (виборче об'єднання) | Місць у Кнесеті |  |  |  |
|                             | Лікуд—Наш дім Ізраїль       | Беньямін Нетаньягу          | 31              |  |  |  |
|                             | Єш атід                     | Яїр Лапід                   | 19              |  |  |  |
|                             | Га-Авода                    | Шелі Яхимович               | 15              |  |  |  |
|                             | Єврейський дім              | Нафталі Бенет               | 12              |  |  |  |
|                             | ШАС                         | Елі Ішай                    | 11              |  |  |  |
|                             | Ягадут га-Тора              | Яков Ліцман                 | 7               |  |  |  |
|                             | Тнуа                        | Ципі Лівні                  | 6               |  |  |  |
|                             | Мерец                       | Загава Ґальон               | 6               |  |  |  |
|                             | РААМ—ТААЛЬ                  | Ібрагім Сарсур              | 4               |  |  |  |
|                             | ХАДАШ                       | Мухамад Бараке              | 4               |  |  |  |
|                             | БАЛАД                       | Джамаль Захалка             | 3               |  |  |  |
|                             | Кадіма                      | Шауль Мофаз                 | 2               |  |  |  |

## Діяльність Кнесету
5 лютого 2013 року новообраний Кнесет було приведено до присяги. 18 березня спікером було обрано Йоеля Едельштейна та затверджено склад уряду на чолі з Беньяміном Нетаньягу.
10 червня 2014 року 63 голосами Президентом Ізраїлю було обрано Реувена Рівліна.
8 грудня 2014 року Кнесет ухвалив закон про свій розпуск та проведення дострокових виборів 17 березня 2015 року